# Solanum sect. Pachyphylla
Die Sektion Solanum sect. Pachyphylla ist ein Teil der  Pflanzengattung der Nachtschatten (Solanum). Die Arten wurden lange Zeit in einer eigenständigen Gattung Cyphomandra geführt, molekularbiologische Untersuchungen bestätigen jedoch eine Eingliederung in die Gattung der Nachtschatten. Die Sektion umfasst etwa 35 Arten, die zwischen Mexiko und Südamerika verbreitet sind, die Tamarillo (Solanum betaceum) wird weltweit wegen ihrer Früchte kultiviert.

## Beschreibung

### Vegetative Merkmale
Die Arten der Sektion Pachyphylla sind meist unbewehrte Bäume oder Sträucher, nur selten auch krautige Pflanzen. Ihre glatte Rinde ist hell gefärbt. Das Holz ist zylinderförmig aufgebaut und umgibt einen großen Bereich schwammigen oder kammerförmigen Marks, die Leitbündel sind zweiseitig angelegt. Die Behaarung der Pflanzen besteht aus einreihigen, mehrzelligen, drüsigen oder nichtdrüsigen, einfachen oder selten baumförmig geteilten Trichomen, sternförmige Trichome sind hingegen nicht vorhanden.
Die Laubblätter entlang des Stamms stehen wechselständig in einer 2/5 Phyllotaxis, sind gestielt, einfach oder unpaarig gefiedert, ungelappt oder fiederig gelappt, ihre Basis ist oftmals herzförmig. Die Laubblätter in den Baumkronen können sich von denen am Stamm unterscheiden, sie stehen zu dritt bis zu viert in einer sympodialen Einheit, die beiden den Blütenständen folgenden Laubblätter stehen meist paarig. Die Blattadern gehen meist von der Blattbasis aus, steigen zur Spitze hinauf und laufen dort gebogen entlang des Blattrandes hinab.

### Blüten und Blütenstände
Die Blütenstände sind Wickel, die meist endständig stehen, aber oftmals auch achselständig oder außerhalb der Achseln erscheinen. Sie können geteilt oder ungeteilt sein, meist sind sie nicht von Tragblättern begleitet und hängen. An oder nahe der Basis der zur Seite gebogenen, meist hängenden Blütenstiele befindet sich ein gelenkartiger Knick.
Die Blüten sind zwittrig, fünfzählig und radiärsymmetrisch. Der Kelch besteht aus fünf gleichgestaltigen, verwachsenen Kelchblättern, ist kelchförmig und an den Früchten beständig, aber kaum vergrößert. Die Krone ist weiß, pink, purpurn, grün oder bräunlich gefärbt, sternförmig, glockenförmig oder gelegentlich auch urnenförmig.
Die fünf Staubblätter sind gleichgestaltig. Ihre Staubfäden sind unbehaart, kurz und setzen nahe der Kronenbasis an. Die Staubbeutel sind basifix (an der Basis mit den Staubfäden verwachsen), die Theken sind fein papillös und oftmals zur Spitze hin etwas verjüngt. Sie öffnen sich durch Poren an den Spitzen, die Pollenkörner sind tricolpat. Der Fruchtknoten ist oberständig, zweifächrig mit axiler Plazentation. Der Griffel ist an der Basis etwas verbreitert und meist unbehaart oder gelegentlich fein behaart. Die Narbe ist mehr oder weniger zweilappig, manchmal an der Spitze deutlich verbreitert und oftmals mit zwei Drüsen an den Spitzen versehen.

### Früchte und Samen
Die Früchte sind meist hängende Beeren, die bei Reife meist gelblich sind und oftmals dunklere Längsstreifen aufweisen können. Das Mesokarp weist oftmals Einschlüsse aus Steinzellen auf. Die Früchte enthalten eine Vielzahl an Samen, die flach nierenförmig sind, oftmals behaart wirken und einen stark gebogenen Embryo enthalten.

## Systematik
Innerhalb der Sektion werden etwa 35 Arten unterschieden:
| - Tamarillo (Solanum betaceum Cav.) - Solanum cacosmum Bohs: Peru bis Brasilien. - Solanum cajanumense Kunth: Westliches Kolumbien bis Peru. - Solanum calidum Bohs: Südliches Kolumbien bis Peru und nördliches Brasilien. - Solanum corymbiflorum (Sendtn.) Bohs: Südliches Brasilien bis Argentinien. - Solanum diploconos (Mart.) Bohs: Brasilien bis Paraguay. - Solanum diversifolium Humb. & Bonpl. ex Dunal: Costa Rica bis nördliches Venezuela. - Solanum endopogon (Bitter) Bohs: Kolumbien bis Peru und westliches Brasilien. - Solanum exiguum Bohs: Brasilien bis Bolivien. - Solanum fortunense Bohs: Honduras, Costa Rica und Panama. - Solanum latiflorum Bohs: Südöstliches Brasilien. - Solanum maternum Bohs: Bolivien. | - Solanum melissarum Bohs: Östliches und südliches Brasilien. - Solanum obliquum Ruiz & Pav.: Südöstliches Kolumbien bis nordwestliches Venezuela und Peru. - Solanum occultum Bohs: Südöstliches Kolumbien bis Peru und Brasilien. - Solanum ovum-fringillae (Dunal) Bohs: Brasilien. - Solanum oxyphyllum C.V.Morton: Kolumbien bis Peru und nordwestliches Brasilien. - Solanum paralum Bohs: Brasilien. - Solanum pendulum Ruiz & Pav.: Ecuador bis westliches Bolivien und Brasilien. - Solanum pinetorum (L.B.Sm. & Downs) Bohs: Brasilien. - Solanum premnifolium (Miers) Bohs: Brasilien. - Solanum proteanthum Bohs: Tropisches Südamerika. - Solanum rojasianum (Standl. & Steyerm.) Bohs: Mexiko bis Guatemala. | - Solanum roseum Bohs: Peru bis westliches Bolivien. - Solanum sciadostylis (Sendtn.) Bohs: Brasilien bis Argentinien. - Solanum sibundoyense (Bohs) Bohs: Kolumbien. - Solanum splendens (Dunal) Bohs (Syn.: Solanum circinatum Bohs): Südliches Mexiko bis tropisches Südamerika. - Solanum sycocarpum Mart. & Sendtn.: Östliches Brasilien. - Solanum tegore Aubl.: Brasilien, Suriname und Französisch-Guayana. - Solanum tenuisetosum (Bitter) Bohs: Westliches Südamerika bis Brasilien. - Solanum tobagense (Sandwith) Bohs: Venezuela, Guayana und Trinidad-Tobago. - Solanum unilobum (Rusby) Bohs: Peru bis Bolivien. |

In der Revision der Gattung Cyphomandra (1994) zählt Lynn Bohs auch Solanum fallax (als Cyphomandra hypomalaca) mit in diese Gruppe, verschiebt diese 2001 jedoch aufgrund der Blütenmorphologie in die Sektion Cyphomandropsis. Molekularbiologische Untersuchungen legen jedoch nahe, dass die Art möglicherweise doch der Sektion Pachyphylla näher steht als der Sektion Cyphomandropsis.

## Belege